# 1977-es wimbledoni teniszbajnokság
Az 1977-es wimbledoni teniszbajnokság az év harmadik Grand Slam-tornája, a wimbledoni teniszbajnokság 91. kiadása volt, amelyet június 20–július 2. között rendeztek meg. A férfiaknál a svéd Björn Borg, a nőknél a brit Virginia Wade nyert.

## Döntők

### Férfi egyes
Björn Borg –  Jimmy Connors, 3-6, 6-2, 6-1, 5-7, 6-4

### Női egyes
Virginia Wade –  Betty Stöve 4-6, 6-3, 6-1

### Férfi páros
Ross Case /  Geoff Masters –  John Alexander /  Phil Dent, 6-3, 6-4, 3-6, 8-9(4), 6-4

### Női páros
Helen Gourlay Cawley /  JoAnne Russell –  Martina Navratilova /  Betty Stöve, 6-3, 6-3

### Vegyes páros
Bob Hewitt /  Greer Stevens –  Frew McMillan /  Betty Stöve, 3-6, 7-5, 6-4

## Juniorok

### Fiú egyéni
Van Winitsky –  Eliot Teltscher, 6–1, 1–6, 8–6

### Girls' Singles
Lea Antonoplis –  Mareen Louie-Harper, 7–5, 6–1
A junior fiúk és lányok páros versenyét csak 1982-től rendezték meg.